# Abschleppen (Landwirtschaft)

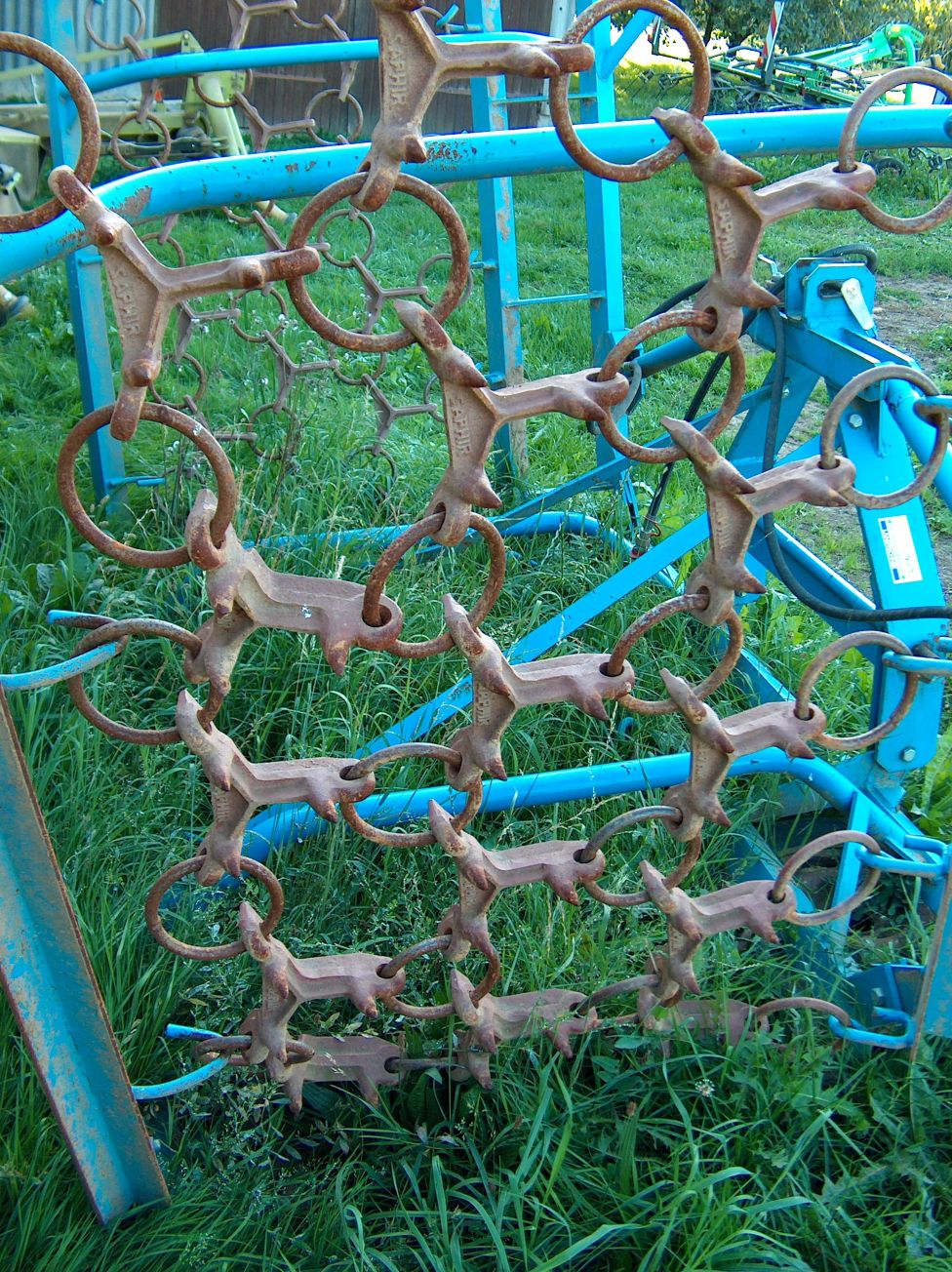
Wiesenschleppe zum Abschleppen

In der Landwirtschaft handelt es sich beim Abschleppen um eine mechanische Maßnahme, um durch Bodentiere (z. B. Maulwürfe, Wühlmause) verursachte Unebenheiten des Grünlandes einzuebnen und Mistreste der Düngung aus dem Frühjahr, um den Erdbesatz im Futter zu verkleinern. Diese Reinigung führt zu weniger Futterverschmutzungen und somit zu einer besseren Futterqualität. Bei der Silageherstellung werden somit Fehlgärungen vermieden. Durch eine angemessene Geschwindigkeit wird die Grasnarbe nicht verletzt. Sobald ein Eingriff in die obere Bodenschicht erfolgt, spricht man vom Striegeln.